# Zongolica (kommun)
Zongolica är en kommun i Mexiko.   Den ligger i delstaten Veracruz, i den sydöstra delen av landet, 250 km öster om huvudstaden Mexico City.
Följande samhällen finns i Zongolica:
- Zongolica
- San José Independencia
- Tepenacaxtla
- San Sebastián
- El Porvenir
- Choapa
- Xochiojca
- Tepetlampa
- Cotlaixco
- Emiliano Zapata
- Palapa
- Tlacuiloltécatl Grande
- Xochiotepec
- Atexoxocuapa
- Amatepec
- Macuilca
- Tlaixco
- Xonamanca
- Zacatal Grande
- Yoloxochio
- Ayojapa Uno
- Zacatal Chico
- Tlacuiloltécatl Chico
- Totolacatla
- Vicente Guerrero
- Loma Grande
- Ixpalcuahutla
- Acuapa
- Cuahuixtlahuac
- San Isidro
- Tepantícpac
- Real del Monte
- Tonalixco Grande
- Loma de Dolores
- Tlacuitlapa Chico
- Chicomapa
- Tezizapa
- La Alianza
- Palma Sola
- Piedras Blancas
- Tlacuilola
- Ixcohuapa
- Teocotla
- Nacaxtla
- Linda Estrella
- Quetzaltótotl
- Ochitla
- Huixtla
- Tecoxco
- Huaxtécatl Uno
- Ixmaloyuca
- Ejuitepec
- Adolfo Ruiz Cortines
- San Francisco Atitla
- Azcuahutlamanca
- Nepopoalco
- Paso del Águila
- La Palma
- El Mirador
- Tepecuitlapa
- Olla Chica
- Tepepa II
- San Antonio
- Ayojapa Dos
- La Pila
- La Quinta
- Coyametla
- Ciatipa
- Acahualco
- Zapotitla
- Mochichino
- San Gerónimo Tonacalco
- Tehuilango
- Paraje Ayojapa
- La Providencia
- Puente Porras
- Huaxtécatl Dos
- Apixtepec
- Laguna Chica
- Tecopango
- Tepecuitlapa
- Las Palmas
- Tepetlixpa
- Tetlapanga
- Alta Luz
- Atitla Chico
- San José Chininiapan
- Hostok
- Cerro Chico
- Eptla
- La Granja